# M1-es autópálya (Magyarország)
Az M1-es autópálya Bécset köti össze Budapesttel, egyben a IV. számú Helsinki-folyosó, valamint az E60 transzeurópai út egyik szakasza. Hegyeshalom után csatlakozik az osztrák A4-es autópályához.
Az egyik legrégebbi gyorsforgalmi útvonalunk: 1964-ben kezdték építeni és több mint 30 évbe telt, míg Hegyeshalomnál elérte az osztrák határt. Jelentősége a rendszerváltás óta folyamatosan növekedett és azóta a legfontosabb nyugati irányú közúti kapcsolatunkká vált. Győr és a határ között az 1990-es évek közepén létesült szakasza volt Magyarország első olyan gyorsforgalmi útja, amely nem állami beruházásként, hanem magánfinanszírozásban valósult meg.
Átlagos forgalma 2008-ban a fővároshoz közeli szakaszán napi 100 ezer, Győrnél 30 ezer jármű.

## Története

### Államilag épített szakaszok
Az első 12 km hosszú, az M7-es autópályával közös budaörsi bevezető szakaszát 1965-ben adták át. Ekkor a végleges nyomvonalon irányonként egy forgalmi sávos összekötő út épült a 18-as szelvényig, Biatorbágy határáig. Ez az 1-es főút 1960-ban átadott új, a környező településeket elkerülő szakaszába torkollott.
Tatabánya-észak csomóponttól, a 66-os kilométerszelvénytől a komáromi csomópontig, a 86-os szelvényig 1975-ben készült el a pálya bal oldala. A Győr-kelet csomópontig, a 105-ös szelvényig tartó pályaszakaszt 1977-ben adták át a forgalomnak. Az így elkészült félautópálya majd 20 éven át üzemelt.
Az M1–M7 1965-átadott közös budaörsi szakaszát 1977–1978 között középen kibővítették irányonként további egy sávval a jelenlegi szélességére.
A 12–16 szelvények között 1979-ben a bal oldali, 1981-ben a jobb oldali pálya is elkészült. 1982-ben a 38–66 szelvények között épült ki teljes szélességében az út. 1985-ben 25–38 szelvények között, 1987-ben a 16–25 szelvények között lett kész. 1990-ben pedig megépült a 66–105 szelvények közötti a hiányzó jobb oldali útpálya is. Az M1-es autópálya az 1980-as évekig az E5-ös Európai úthálózat számát viselte, akkoriban átnevezték E60-asra.

### Koncesszióban épített szakaszok

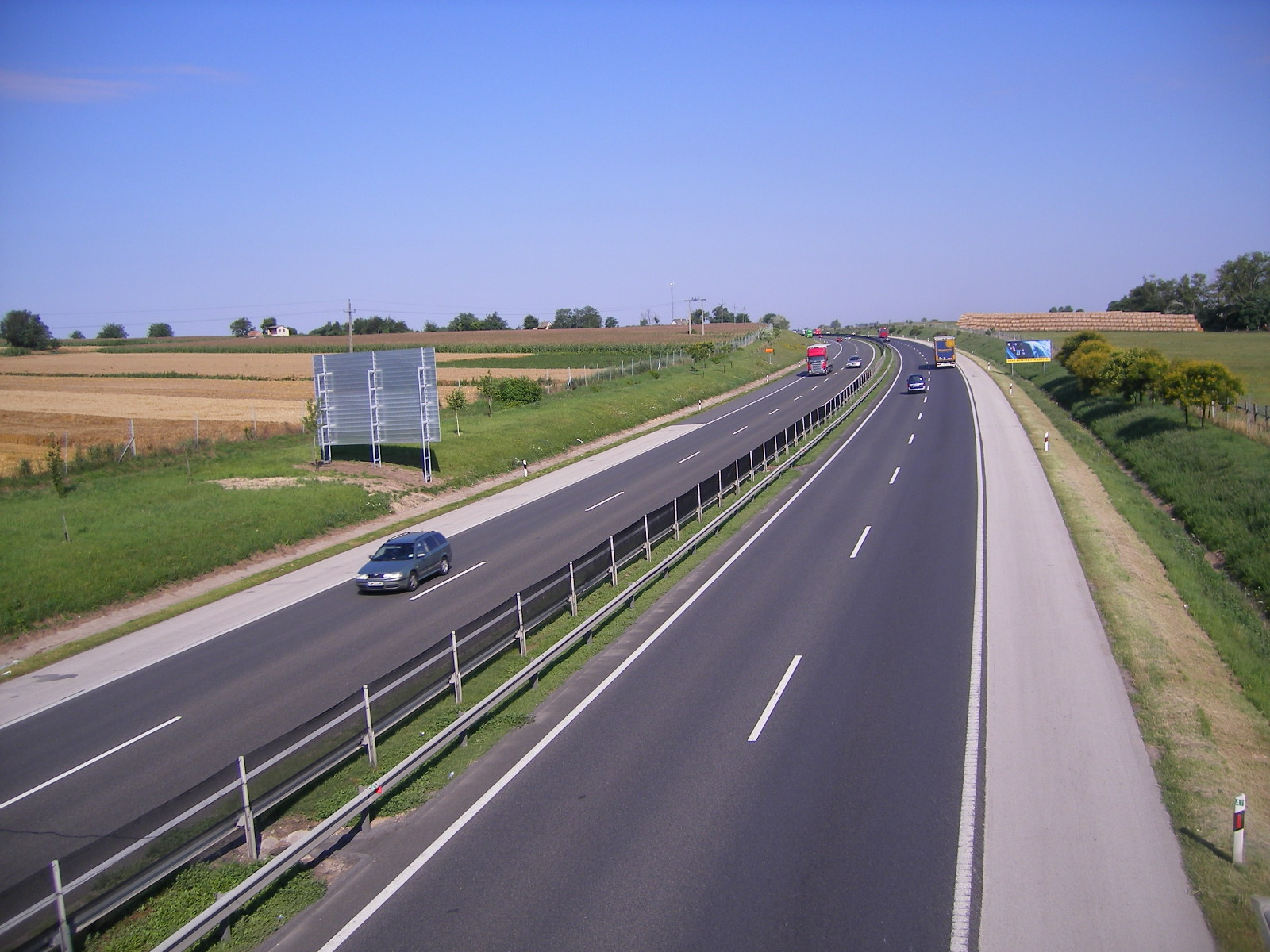
Az M1-es autópálya Mocsánál

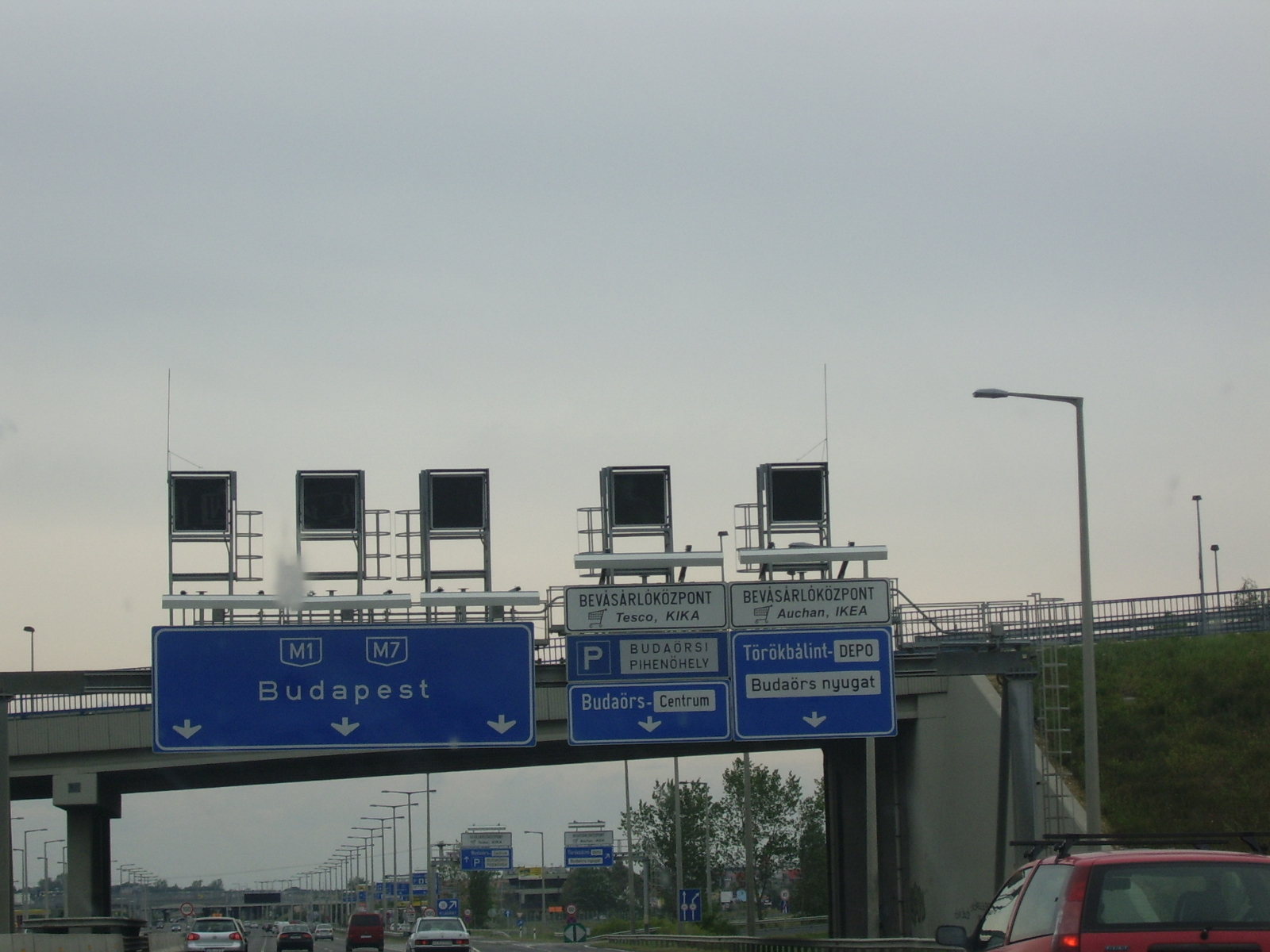
Az M1-M7 közös szakasza Budapest felé

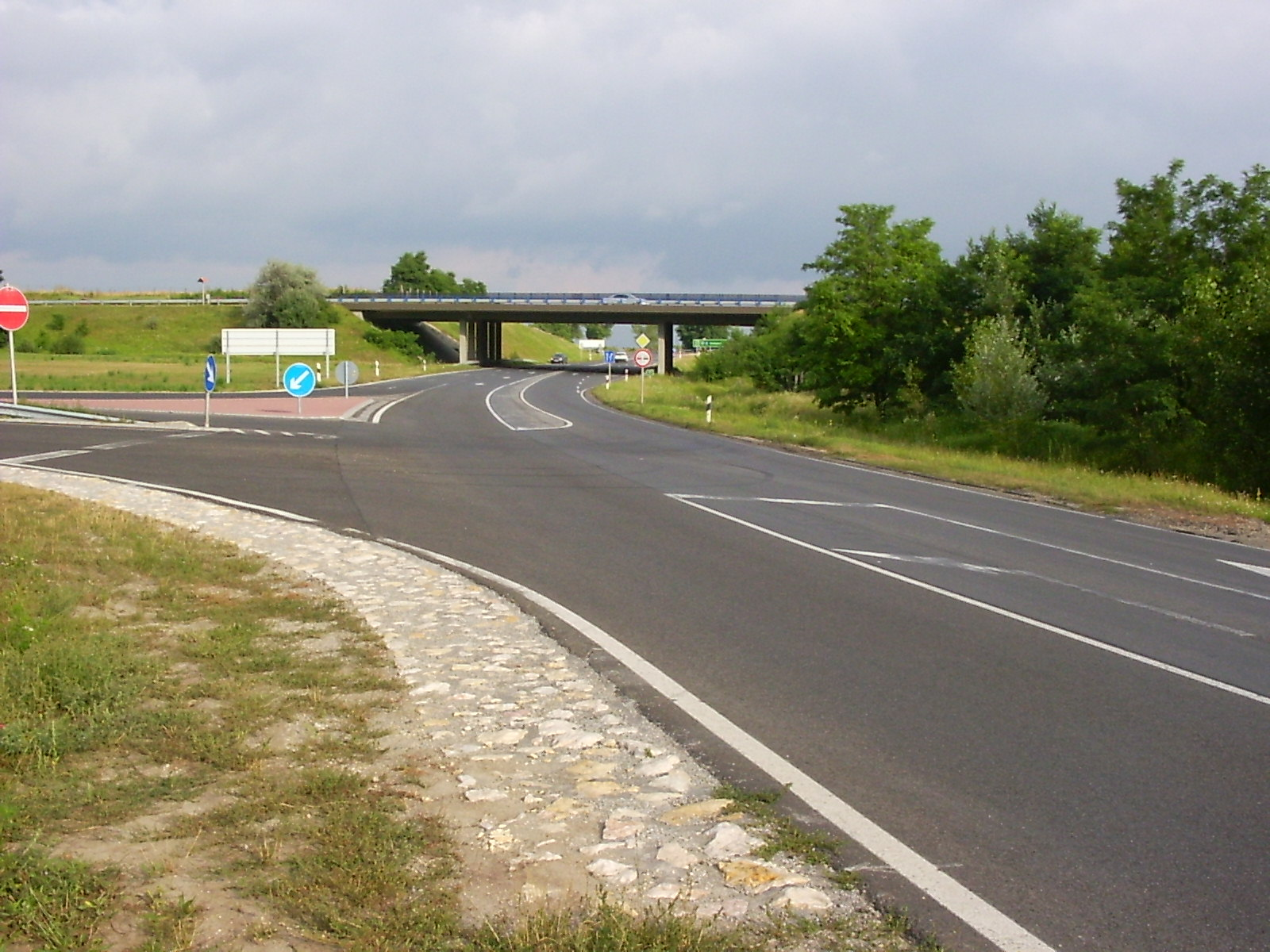
Az autópálya 115-ös csomópontja Töltéstava közelében

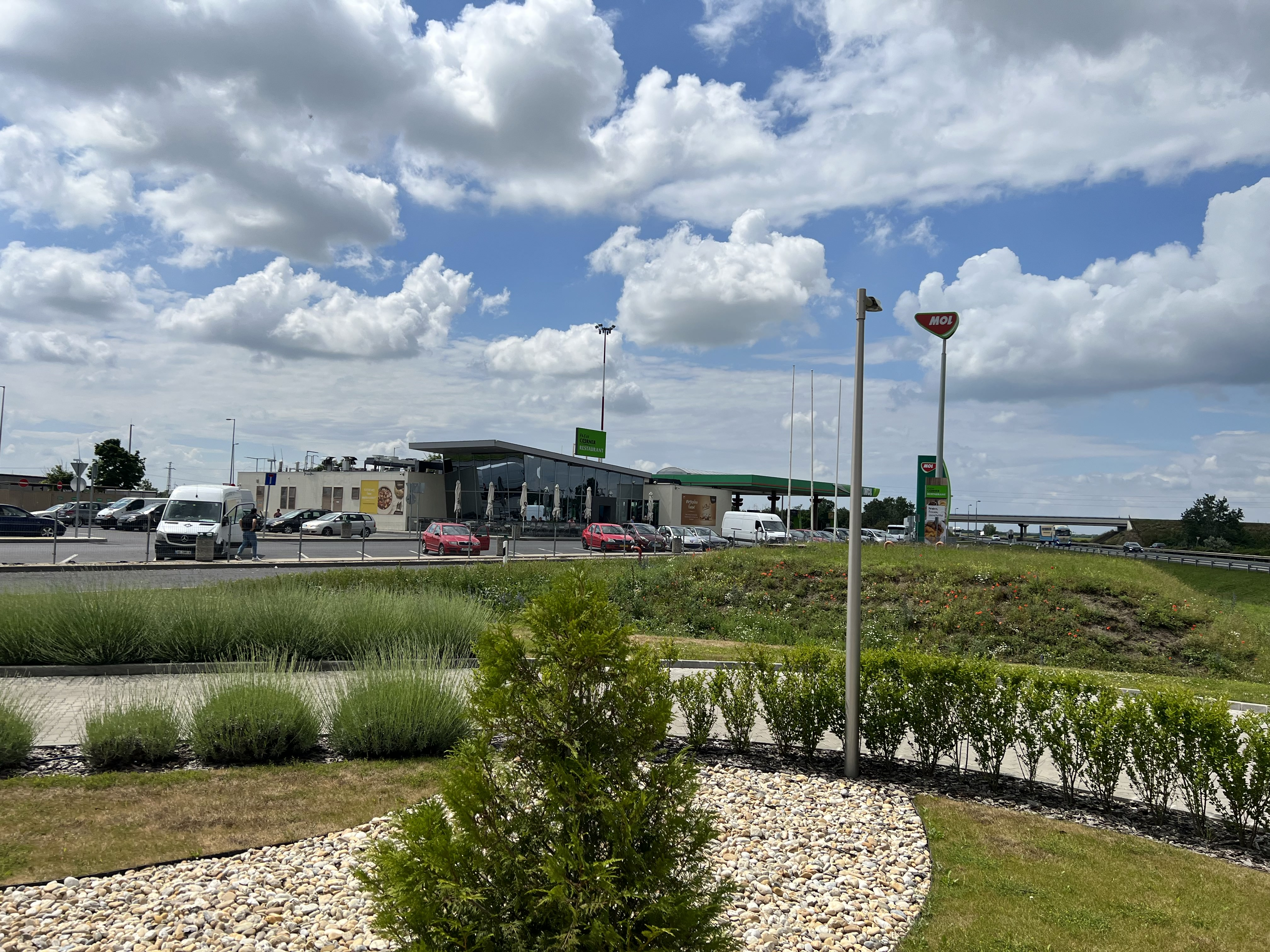
A Moson pihenőhely Levél határában, Budapest irányában

1991-ben Magyarország elnyerte az 1996-os világkiállítás rendezési jogát. A rendezés szükségessé tette az M1-es autópálya lehető leggyorsabb befejezését. A rendszerváltást követően kibontakozó gazdasági válság miatt azonban az ország nem rendelkezett az út megépítéséhez szükséges forrásokkal, ezért pályázatot írtak ki magánbefektetők számára. 1993. április 13-án az állam szerződést kötött a magánbefektetővel, aki megalapította az Első Magyar Koncessziós Autópálya Rt-t. Az új társaság 35 évre szerezte meg az útszakasz üzemeltetésének jogát.
1994-ben elkészült a Győrt elkerülő szakasz az M19-es autóút és a 85-ös főút között. 1995-ben a 105-ös kilométerszelvénytől két részletben adták át a 129-es kilométerszelvényig tartó szakaszt. 1996-ban teljesen elkészült az autópálya országhatárig tartó része is, ahol csatlakozott az osztrák oldalon 1994-ben átadott A4-es autópályához. Ez volt az első magyarországi autópályaszakasz, ahol már vadátjárókat is létesítettek. Az autópályán Abda és Mosonmagyaróvár között bevezetett díjfizetés a sajtóban és a közvéleményben is rendkívül kedvezőtlen fogadtatásra talált. A forgalom nagy része inkább kikerülte a korabeli magyar átlagjövedelemhez képest drága utat, míg az Autóklub perbe fogta az ELMKA-t az aránytalanul magas útdíj miatt. (A pert az Autóklub 1998-ban megnyerte, a díjakat azonban a társaság mégsem csökkentette.) 1998 nyarára az autópálya-társaság helyzete odáig romlott, hogy a hitelezőkkel folytatott tárgyalásokba az államot is be kellett vonni.
Az ELMKA végül belebukott az autópálya működését kísérő társadalmi ellenállásba és a várt forgalmi adatoktól való elmaradásba. 1999-ben, alig 3,5 évvel a megnyitása után az akkori kormány visszavásárolta a koncessziós jogokat és közel a felére csökkentette az útdíjakat. 2001-ben az állam a Győr–Hegyeshalom közti szakaszt üzemeltető társaságot bekapcsolta az egységes állami autópálya rendszerbe. A Mosonmagyaróvárnál felépített díjfizetőkapukat 2001-ben bontották el.

### Az autópálya 2013. március 14–17. közötti lezárása
2013. március 14-én szokatlanul kemény téli betörés következtében kialakult hóvihar az autópálya történetének eddigi legnagyobb lezárását eredményezte. A viharos szél kísérte hóesésben és hófúvásban balesetek történtek, kamionok fordultak keresztbe az M1-es autópálya Tata és Ács közötti szakaszán. A viharos szél következtében létrejött hótorlaszok miatt a lépésben, szakaszosan haladó több kilométeres kocsisor végül teljesen elakadt. Este 22 órakor lezárták az autópályát, de addigra már több ezren rekedtek ott, majd éjszakáztak az autójukban. A mentésbe a rendőrség, a katonaság, a Terrorelhárítási Központ és a katasztrófavédelem mellett Osztrák Vöröskereszt és az osztrák autópálya-kezelő is bekapcsolódott. A hivatalos tájékoztatás szerint tizenhétezer embert és több mint hatezer járművet szabadítottak ki a mentőegységek a hó fogságából. A Budapest felé irányuló forgalom számára március 16-án reggel, Hegyeshalom felé március 17-én reggel tették szabaddá és nyitották meg az autópályát.

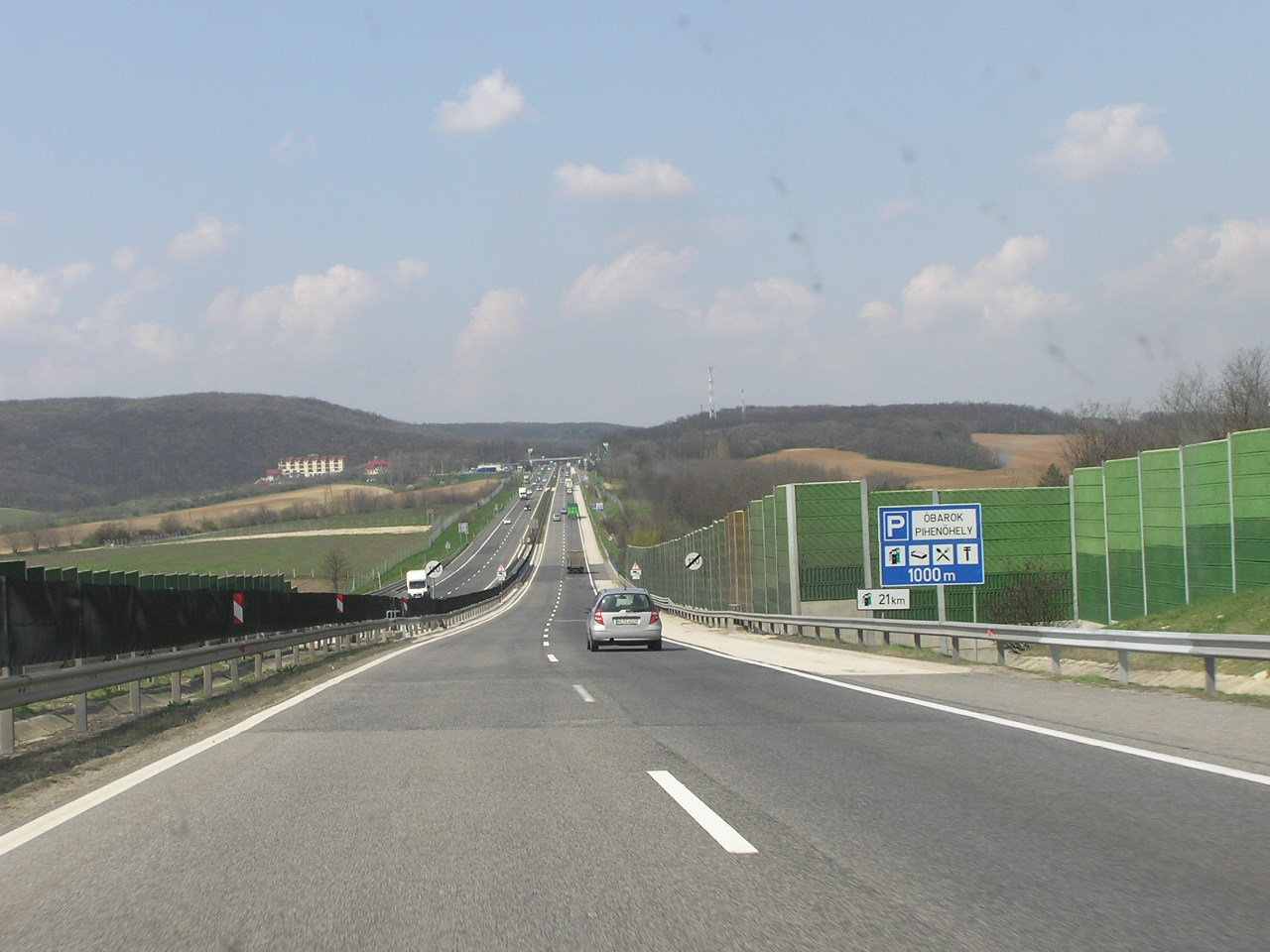
Az M1 autópálya Óbarok közelében

### A 2023 márciusi tömegbaleset
2023. március 11-én az erős szél és a térségben felszabaduló nagy mennyiségű por kombinációja következtében porátfúvások keletkeztek, több balesetet okozva. A kora délutáni tömegkarambolban 19 autó kiégett, és egy ember meghalt. Az esetet szakértők a klímaváltozás és a nagytáblás földművelés kontextusába helyezték.

### Felújítása és bővítése
Az autópálya forgalma a 2000-es években folyamatosan növekedett, kihasználtsága a Budapesthez közelebbi részén a 2010-es évek közepére már kapacitása határán mozgott. 2010-ben a Nemzeti Infrastruktúra Fejlesztő Zrt. pályázatot írt ki az M1–M7 elágazásától Tatáig tartó szakasz irányonként három sávosra bővítésének tanulmánytervére, azonban a kiírást 2010 júliusában eredménytelennek minősítette a rendelkezésre álló keretet meghaladó összegű ajánlatok miatt. A megnövekedett forgalom (és annak közel egynegyedét kitevő teherforgalom) hatására rendszeressé váltak a torlódások, balesetek, és az útpálya állapota is gyorsan romlott. A helyzet kezelésére az autópálya üzemeltetője sebességkorlátozásokat vezetett be és rendszeresen kátyúzta az útburkolatot, ez azonban a helyzet fenntartására sem volt elegendő. 2016-ban a kormány az sztráda Budapest és Győr közötti szakaszának irányonként három forgalmi sávosra történő bővítéséről döntött, valamint elrendelte a burkolat cseréjének előkészítését a legkritikusabb szakaszokon . A részleges javítási munkák 2018-ban, tavasztól őszig zajlottak, miközben készültek a Budapest és Tatabánya közötti, 43 kilométeres pályaszakasz teljes rekonstrukciójának és bővítésének tervei (a felújítás és bővítés a tervek szerint két ütemben, előbb a Budapest és Tatabánya, majd a Tatabánya és Győr közötti szakaszon történik). A minisztérium tájékoztatása szerint a Budapest és Tatabánya közötti szakasz (első ütem) pályaszerkezetének teljes cseréje 2018 szeptemberében kezdődik és 2019 végéig készül el, míg a bővítési munkák a tervek szerint 2021-ben kezdődnek és 2023 végére fejeződnek be.
2019. augusztus 22-én kiadták az építési engedélyt az autópálya 45 km-es Biatorbágy–Tatabánya (16+224–61+100 km-szelvények közötti) irányonként három sávos szakasz megvalósítására. A munkák kezdetét 2021-ben jelölték meg. 2022. július elején visszavonták a projektet az M0 és Bicske-Nyugat csomópont közötti 23 km-es útszakasz 2x3 sávra bővítésére.

## Fenntartása
Az autópálya M0-s autóút és az országhatár közötti szakaszának üzemeltetése és fenntartása 2022. szeptember 1-től a MKIF Magyar Koncessziós Infrastruktúra Fejlesztő Zrt. feladata. Ezt a tevékenységet három autópálya-mérnökséggel biztosítják:
- Bicskei központ, a 38-as kilométerszelvényben
- Komáromi központ, a 85-ös kilométerszelvényben
- Lébényi központ, a 142-es kilométerszelvényben

2013-ig az Állami Autópálya Kezelő (Z)rt., 2013 és 2023 között pedig a Magyar Közút Nonprofit Zrt. feladata volt az teljes útszakasz üzemeltetése és fenntartása. Az autópálya fenntartását és üzemeltetését a budapesti bevezetőtől az M0-s autóútig tartó szakasz vonatkozásában továbbra is a Magyar Közút Nonprofit Zrt. látja el.

## Díjfizetés
Az M1-es volt a volt szocialista országok első olyan közútja, amelyet díjfizetés ellenében használhattak az autósok. A 43 kilométeres szakaszért kezdetben a személyautóknak 900 forintot kellett fizetni, ám ez az összeg az 1990-es évek közepén még európai viszonylatban is kirívóan magasnak számított. 1999-ben, az autópályatársaság kivásárlásakor a magyar kormány közel felére csökkentette a díjakat. Az újonnan kialakított matricás díjfizetési rendszert 1999-ben kiterjesztették az M1-es Budapest-Győr szakaszára, 2001. január 1-jétől pedig a Győr-államhatár szakaszra is. 2015. február 1-től az autópálya az országos matrica helyett az alábbi megyei (2023-tól vármegyei) matricákkal is igénybevehető:
| Matrica típusa              | Használható szakasz                                          |
| --------------------------- | ------------------------------------------------------------ |
| Pest vármegyei              | az Egérút csomópont és Bicske között (7 km – 39 km)          |
| Fejér vármegyei             | Herceghalom és Tatabánya-Óváros között (27 km – 56 km)       |
| Komárom-Esztergom vármegyei | Bicske és Győrszentiván között (39 km – 112 km)              |
| Győr-Moson-Sopron vármegyei | Bábolna és Hegyeshalom (országhatár) között (94 km – 172 km) |

### Díjmentes szakaszok
2015. január 1-től csak a Budapest határa és az Egérút közti szakasz (5 km – 7 km) használható díjmentesen.

## Fix telepítésű sebességmérők
Az M1-en több fix telepítésű sebességmérővel találkozhatunk:
- M1/M7 közös bevezető szakasza, bal, 6+284 km-szelvény, TrafficSpot-VÉDA
- M1/M7 közös bevezető szakasza, jobb, 6+300 km-szelvény, TrafficSpot-VÉDA
- M1/M7 közös bevezető szakasza, elválasztó sáv, 10+800 km-szelvény, RAMET AD9-O
- M1, elválasztó sáv, 17+000 km-szelvény, RAMET AD9-O
- M1, elválasztó sáv, 36+700 km-szelvény, RAMET AD9-O
- M1, elválasztó sáv, 63+800 km-szelvény, RAMET AD9-O
- M1, elválasztó sáv, 91+600 km-szelvény, RAMET AD9-O
- M1, elválasztó sáv, 104+200 km-szelvény, RAMET AD9-O
- M1, elválasztó sáv, 131+600 km-szelvény, RAMET AD9-O
- M1, elválasztó sáv, 157+200 km-szelvény, RAMET AD9-O